# فيلاربويت
فيلاربويت هي بلدية في مقاطعة فرشيلي التابعة لإقليم بييمونتي الإيطالي، تقع على بعد حوالي 60 كيلومتر (37 ميل) إلى الشمال الشرقي من مدينة تورينو وحوالي 15 كيلومتر (9 ميل) إلى الشمال الغربي من فيرتشيلي.
توجد فيها محمية لام ديل سيشيا الطبيعية.

## السكان
في سنة 1861 بلغ عدد السكان 816 نسمة، وتطور العدد ليصل في سنة 2011 لـ 465 نسمة.
يظهر هذا المخطط البياني تطور النمو السكاني لـ فيلاربويت